# Савченко Павло Павлович
Савченко Павло Павлович (рос. Павел Павлович Савченко; 15 лютого 1911, Ростов-на-Дону — 16 жовтня 1943) — командир ескадрильї 110-го авіаційного полку дальньої дії 12-ї авіаційної дивізії дальньої дії 7-го авіаційного корпусу авіації дальньої дії, учасник Німецько-радянської війни, майор, Герой Радянського Союзу (1944).

## Біографія
Народився 15 лютого 1911 року в місті Ростов-на-Дону.
З дитинства почав працювати — спочатку підмайстром в артілі, потім арматурщиком на заводі «Ростсільмаш». Навчався у вечірній школі робітничої молоді, закінчив семирічку. На заклик Центрального Комітету Ленінського комсомолу направлений на навчання в 1-шу Батайську авіашколу ЦПФ, яку успішно закінчив у 1933 році. Працював пілотом в Уральському, а потім в Українському управлінні ЦПФ. Був стахановцем «Аерофлоту» і неодноразово заохочувався за великі досягнення в льотній роботі. У 1939 році став членом ВКП(б).
На фронті Німецько-радянської війни з червня 1941 року. У перші місяці війни на своєму пасажирському літаку він доставляв продукти, медикаменти і зворотним рейсом вивозив тяжко поранених червоноармійців і людей, що залишилися без даху над головою, а також батьків малолітніх дітей осадженого Ленінграду. Павло Савченко зі своїм екіпажем бомбив війська Паулюса під Сталінградом, брав участь у Курській битві і в боях за Смоленськ і Рославль, здійснював польоти в глибокий тил ворога до партизанів.
Льотчик-бомбардувальник, командир ескадрильї 110-го авіаційного полку дальньої дії, майор Савченко зробив 503 бойових вильоти в глибокий тил противника для бомбардування скупчення військ, залізничних вузлів і аеродромів, складів боєприпасів, водних переправ. Доставляв вантажі і боєприпаси партизанам.
Загинув при виконанні бойового завдання 16 жовтня 1943 року, доставляючи вантаж — боєприпаси і вибухівку, що призначалися партизанському з'єднанню Сабурова.

## Нагороди
- Медаль «Золота Зірка» Героя Радянського Союзу (13.03.1944);
- два Ордени Леніна (31.12.1942, 13.03.1944);
- Орден Червоного Прапора (23.02.1942);
- Орден Вітчизняної війни ІІ ступеня (19.08.1942);
- Медаль «За оборону Сталінграда» (22.12.1942).